# Sitno (powiat szczecinecki)
Sitno – wieś w Polsce położona w województwie zachodniopomorskim, w powiecie szczecineckim, w gminie Szczecinek, przy drodze krajowej nr 20 Stargard Szczeciński - Szczecinek - Gdynia.
Z dniem 1 stycznia 2010 część wsi weszła w skład miasta Szczecinek.
Na południe od Sitna nad jeziorem Rybno słowiańskie grodzisko bogate w ceramikę z IX wieku oraz z okresu późnośredniowiecznego i nowożytnego. Przy drodze do wsi Łabędź liczne kurhany.